# Piedmont (Kalifornia)
Piedmont – miasto w Stanach Zjednoczonych, w stanie Kalifornia, w hrabstwie Alameda. Według spisu ludności z roku 2010, w Piedmont mieszka 10667 mieszkańców. Piedmont jest enklawą otoczoną całkowicie przez miasto Oakland.